# Ion Bîrlădeanu
Ion Bîrlădeanu (Zăpodeni, 1946. - Bukurešt, 19. listopada 2021.) bio je rumunjski umjetnik koji je radio kolaže u stilu pop arta.
Dugi niz godina živio je kao beskućnik među kontejnerima za smeće u teškoj bijedi i neimaštini, boreći se za preživljavanje. 
Potječe iz sela Zăpodenija na sjeveroistoku Rumunjske iz obitelji u kojoj je otac bio strogi, nasilni lokalni komunistički čelnik, a majka teška osoba, koja je imala hladan odnos s njim. 
S 20 godina pobjegao je od kuće i radio kao grobar, lučki radnik i sl. teške poslove. Jedno vrijeme proveo je u zatvoru, jer se zamjerio lokalnim komunističkim vlastima. Od 1989. bio je beskućnik. Maštao je postati redatelj filmova. Izrezivao je likove iz časopisa, spajao ih i lijepio na papir na nove načine i tako su nastajale slike – kolaži. On ih je nazivao svojim filmovima. U 30 godina, napravio je preko 1000 takvih kolaža. Pojedini kolaži ironički kritiziraju političko stanje u Rumunjskoj za vrijeme vladavine Nikolaja Ceaușescua.
Jedan vlasnik galerije u Rumunjskoj slučajno je saznao za njega 2008. godine. Bio je oduševljen i fasciniran njegovim slikama. Pomogao mu je naći stan i objavio je njegove slike na izložbi. To je bio početak uspjeha i u sljedećim godinama, Ion Bîrlădeanu postao je jedan od vodećih suvremenih rumunjskih umjetnika, koji izlaže slike u Londonu, Parizu i drugim europskim gradovima. Osim prijašnjih 1000 napravio je još oko 300 novih kolaža, otkako više nije beskućnik.
O njemu je snimljen dokumentarni film "Svijet po Ionu B."(eng. "The World According to Ion B.") koji je dobio nagradu Emmy za najbolji dokumentarni film 2011. godine i brojne druge nagrade. Prikazan je i na hrvatskim festivalima ZagrebDox i DOKUart.

## Vanjske poveznice
- Web stranica dokumentarnog filma Svijet po Ionu B., koji je sniman o njemu, mogu se vidjeti i njegove slike.